# 謝列傑耶沃湖
56°25′42″N 29°17′30″E / 56.4283°N 29.2917°E
謝列傑耶沃湖（俄语：Середеево），是俄羅斯的湖泊，位於該國西北部，由普斯科夫州負責管轄，處於普斯托什卡區，面積1平方公里，集水區面積347平方公里，平均水深3米，最大水深7米。